# 2-Metil-1-butanol
2-Metil-1-butanol (nome IUPAC, também chamado de álcool amílico ativo) é um composto orgânico, isômero do álcool amílico. Ele é usado como solvente e intermediário na produção de outros compostos. 2-Metil-1-butanol é um componente em várias misturas de álcool amílico vendidos na indústria.

## Reações
2-Metil-1-butanol pode ser obtido do óleo de fúsel (porque ocorre naturalmente em frutas como a uva) ou manufaturado pelo processo oxo ou pela halogenação do pentano.